# Fort Regent

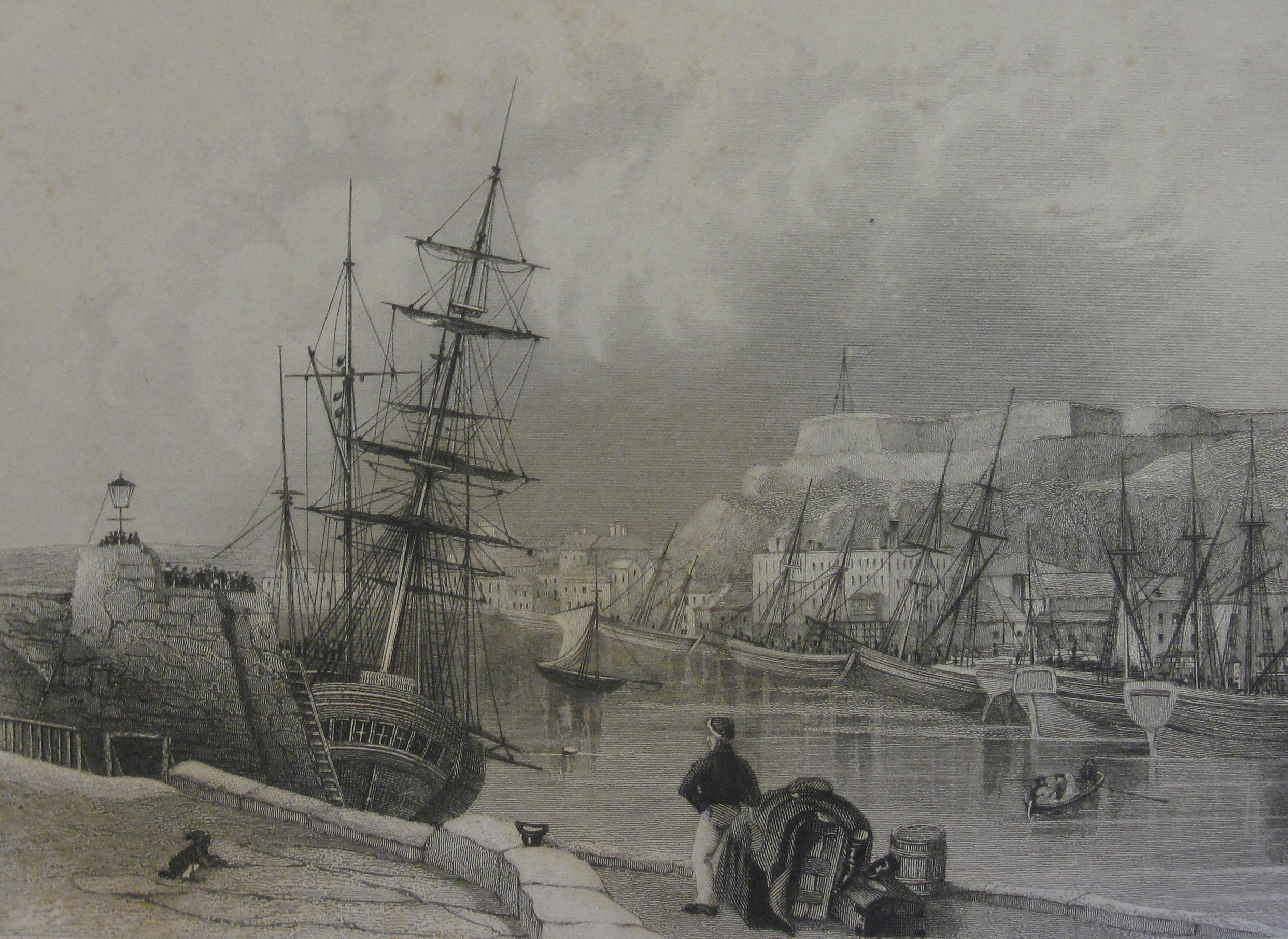
Fort Regent im 19. Jahrhundert

Fort Regent ist eine Festung aus dem 19. Jahrhundert und ein Erholungszentrum auf dem Mont de la Ville (dt.: Stadtberg) in Saint Helier auf der Kanalinsel Jersey. Das Fort befindet sich in der Nachbarschaft des befestigten South Hill, den Ingenieurskasernen auf La Colette und über dem Elizabeth Castle aus dem 16. Jahrhundert am Hafen im Westen.
Das wichtigste Detail am Fort sind die umfangreichen Kurtinen, Gräben, ein Glacis, Redouten, Bastionen und V-Bastionen. Ein Aufmarschplatz befand sich in der Mitte; heute ist er überbaut und hat ein Dach.

## Frühgeschichte des Mont de la Ville
Auf dem Hügel befand sich vor dem Bau des Fort Regent ein Dolmen. 1785 entdeckten Arbeiter, die das Gelände als Aufmarschplatz einebneten, den Dolmen. Der Dolmen wurde Henry Seymour Conway überlassen, der ihn 1788 zu seinem Landsitz Park Place bei Henley-on-Thames schaffen ließ.

## Mittelalter und 16. Jahrhundert
Im Mittelalter waren der Mont de la Ville und der nahegelegene Petit Mont de la Ville (dt.: kleiner Stadtberg) Allmende. Die Chapelle de Nôtre Dame des Pas lag in dieser Zeit am Fuße des Hügels, wurde aber 1814 auf Geheiß des Board of Ordnance abgerissen.
1550 ordnete der englische König Eduard VI. die Verlegung der Stadt auf den Hügel an, weil sie dann leichter zu verteidigen sei. Allerdings wurde die Stadt nie verlegt.
1591 manifestierte sich das Bestreben, den Hügel zu befestigen, in einer Einigung der Prokuratoren des Vingtaine de la Ville, die Allmende von den Leuten mit deren Einverständnis zu kaufen, damit man eine Festung bauen könnte. Das Dokument beruft sich auf Briefe von der englischen Königin Elisabeth I., in denen sie die Befestigung des Hügels als Verteidigungseinrichtung für die Stadt versprach. Es gibt aber keine Beweise für dort ausgeführte Arbeiten im Laufe des 16. Jahrhunderts.

## 17. Jahrhundert
Im Oktober 1651, im dritten englischen Bürgerkrieg, belagerte der parlamentaristische Colonel James Heane Elizabeth Castle, wobei er Granaten aus Mörsern verschießen ließ, die auf einer Geländeerhebung zwischen dem Mont de la Ville und dem South Hill platziert waren. Dieses Bombardement erzwang die spätere Kapitulation von George Cateret auf Elizabeth Castle im Dezember 1651.

## 18. Jahrhundert
Eine Illustration von J. Heath aus dem Jahre 1757 zeigt erste Zeichen von Befestigungen auf dem Mont de la Ville in Form von Linien, möglicherweise eher Erdwerke als Steinmauern. Eine Karte auf Basis von 1787 unter der Ägide von Charles Lennox, 3. Duke of Richmond, durchgeführten Vermessungen stützt diese Vermutung.
Eine spätere Karte, die James Stead als Bouillon Map of 1799 fertigte, zeigt, dass die Hauptzitadelle damals auf dem South Hill lag und nicht auf dem Mont de la Ville.
Der Hügel diente 1781, während der Schlacht um Jersey, dem 78th (Highland) Regiment of Foot als geeignete Position, um den Rückzug des einfallenden französischen Heeres zu verhindern.

## 19. Jahrhundert

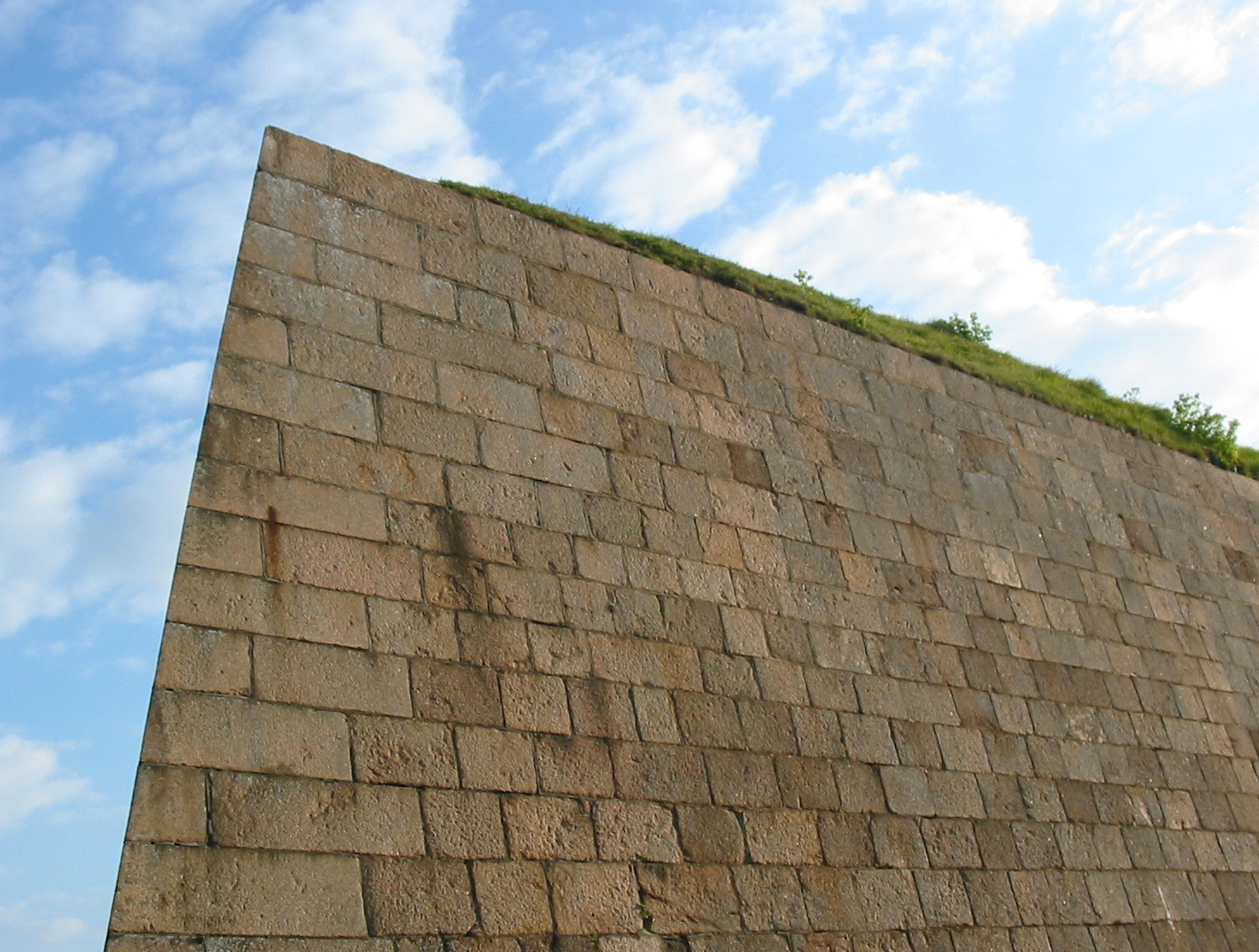
Die meisten Mauern sind aus großen Granitblocks und Ecksteinen errichtet.

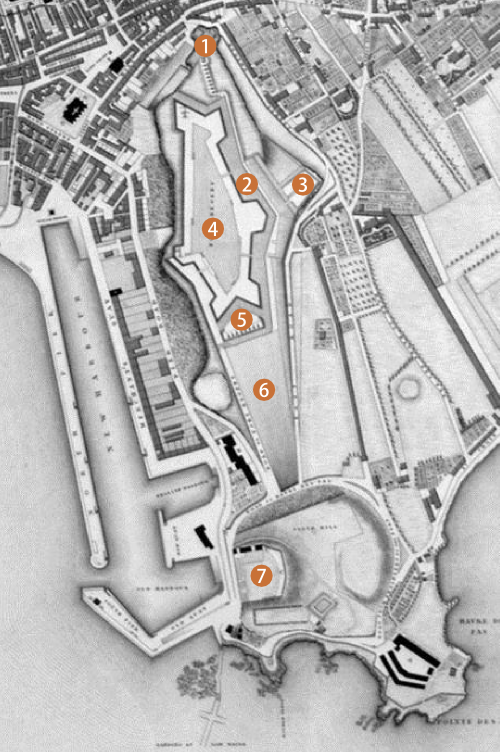
Karte aus dem 19. Jahrhundert: 1: Nördliches Außenwerk; 2: Östlicher Graben; 3: Östliches Außenwerk; 4: Aufmarschplatz; 5: Kontergarde; 6: Glacis; 7: South Hill

Der Bau der Festung, die heute auf dem Mont de la Ville zu sehen ist, begann am 7. November 1806, während der Koalitionskriege; George Don, der Lieutenant Governor of Jersey, legte den Grundstein. Zum Bau des Forts wurden örtliche Arbeiter und Leute von den Royal Engineers eingesetzt; durchschnittlich arbeiten 800 Leute auf der Baustelle. So konnten die umfangreichen Arbeiten schon acht Jahre später, 1814, abgeschlossen werden.
Das neue Fort erhielt den Namen „Fort Regent“ zu Ehren des damaligen britischen Königs Georg III, des Prinzregenten.
Der Entwurf des Forts wird Lieutenant-General ‘’John Humfrey’’ zugeschrieben und man denkt, dass auch Lieutenant-General John Evelegh an den endgültigen Plänen mitgearbeitet hat.

### Westflanke und Wallanlage
Entlang der Oberkante der Klippen an der Westseite, zwischen der westlichen Bastion und der nordwestlichen V-Bastion erstreckt sich eine 5,5 Meter dicke Kurtine, die Schutz vor Angriffen von dieser Seite bot. Steinbrucharbeiten machten auch die Klippen steiler.

### Östliche Wallanlage
Eine Kurtine, ähnlich der im Westen, bietet Schutz vor Bombartments von der Ostseite. Die östliche Bastion und die südlichen V-Bastionen wurden hinter dieser Mauer aufgestellt. Die Höhe dieser Wallanlage gestattet einen Blick auf die Südostküste von Jersey und auf den Icho Tower, einen Martello-Turm, der um 1811 errichtet wurde.

### Bastionen, V-Bastionen, Gräben und Glacis
Es gibt zwei Bastionen auf dem Fort, eine zeigt nach Westen und die andere nach Osten, sowie vier V-Bastionen, zwei nach Süden und zwei am Nordende. Kanonen, die an diesen Stellen platziert wurden, hätten Streitkräfte abwehren können, die das Fort, von welcher Seite auch immer, attackiert hätten. Die V-Bastionen sind untypischer Bauart, weil sie mehr als zwei Seiten haben; es sind eher Halbbastionen, wie man sie in Hornwerken findet.
Das Fort besitzt ein 210 Meter langes Glacis an der Südseite, eine flache, geneigte, offene Grasfläche, Glacis Field genannt. Die einzige Zufahrt und Zugang zum Fort befindet sich auf dieser Seite; alle anderen Seiten bestehen aus sehr steilen oder vertikalen Klippen.
Der östliche Graben hat eine mit Mauerwerk verkleidete Contrescarpe mit einem weiteren, äußeren Graben, der aus dem Fels geschnitten wurde. Die Jersey Eastern Railway vergrößerte diesen Einschnitt im Fels 1907, um ihn als Bahnhof zu nutzen.

### Kanonen

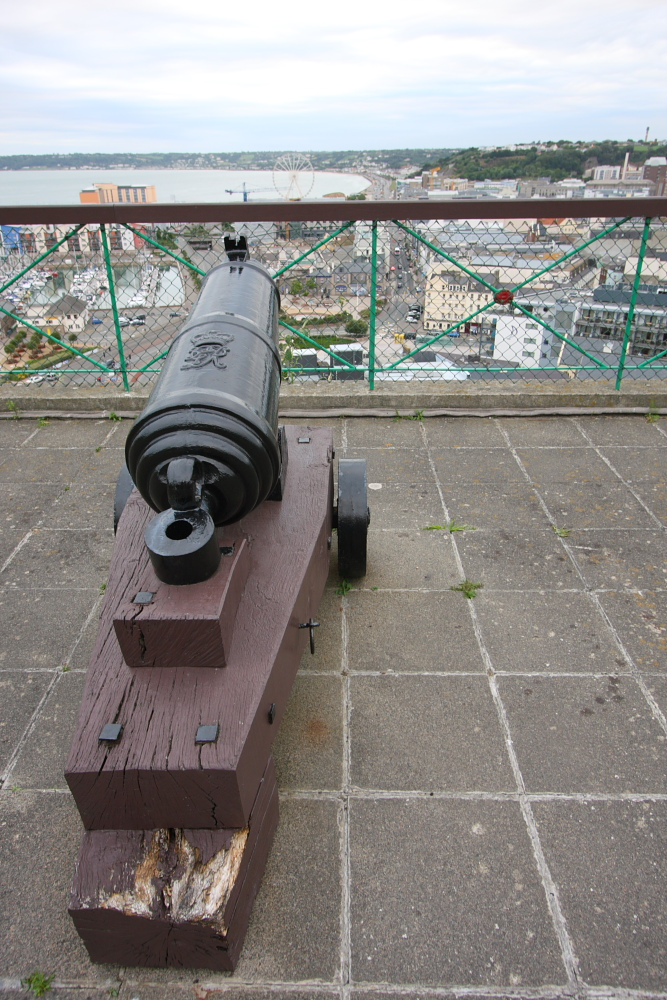
Eine Karronade auf der westlichen Wallanlage 2008

Standorte und Schießscharten für 100 Kanonen gibt es in der Festung. Ein Bericht vom 8. März 1810 zählt nur 55 Kanonen und sechs Mörser auf Fort Regent.

### Brunnen
Auf dem Hügel gab es keinen Brunnen und so wurde zwischen Dezember 1806 und Oktober 1808 ein tiefer Brunnenschacht 71 Meter tief in den berüchtigt harten Jersey-Granit gesprengt. Der mit Schießpulver gesprengte Schacht hat einen durchschnittlichen Durchmesser von 2,4 Metern. Der Brunnenschacht von Fort Regent soll der tiefste auf der Insel sein (mit Ausnahme artesischer Bohrungen); er ist ein famoser Tribut an die Ausdauer und Genialität der Militäringenieure in georgianischer Zeit. Als sich die Sappeure und Mineure zur Quelle in einer Tiefe von 66,3 Meter unter dem Brunnenrand in der Brunnenstube im Untergrund durchsprengten, taten sie dies unerwartet und das Wasser stieg schnell im Schacht. Die Mineure hingen in einem Korb auf halber Höhe des Schachts. Der Major der Ingenieure, der mit der Überwachung der Arbeiten betraut war, berichtete, dass es „große Schwierigkeiten gab, die Männer aus dem Schacht wieder an die Oberfläche bringen, bevor sie durch den Wassereinbruch von der Quelle ertrunken wären“. Die Aufzeichnungen von Bau, einschließlich des Tagebuchs des Kommandanten, befinden sich heute in den Nationalarchiven in Kew. Sie wurden vom Architekten und vom Hauptauftragnehmer des Umbaus des Forts in ein Erholungszentrum in den 1970er-Jahren – C. G. Dumond (Builders) Ltd – nach nützlichen Informationen durchsucht. Der Granit wurde mit Bohrhämmern, die mit Vorschlaghämmern geschlagen wurden, gebohrt. 
Wie ursprünglich beauftragt, wurde das Wasser mit einer oberirdischen Pferdewinde auf das Niveau des Aufmarschplatzes heraufgepumpt, aber dies erwies sich als sowohl zu zeitaufwändig als auch unbeliebt bei den Soldaten; diese Einrichtung wurde nur für ein Jahr nach der offiziellen Eröffnung des Forts 1814 betrieben. Die ersten Kolbenpumpen, die in Serie den ganzen Brunnenschacht hinunter mit einer langen Kolbenstange betrieben wurden, angetrieben von einer Handwinde durch eine gerade Welle und ein Getriebe, wurden 1815 von Henry Maudeslay and Son geliefert und einer doppelten, kreisförmigen, unterirdischen Kammer montiert, die direkt unter dem Aufmarschplatz ausgehöhlt wurde. Eine Kammer enthielt die Winde und war mit der angrenzenden Kammer verbunden, in der die Brunnenmaschinerie untergebracht war und von der der Brunnenschacht ausging. Später wurde die handbetriebene Winde auf Betrieb mit Eseln umgestellt. Diese Methode aber erwies sich ebenfalls als weniger effektiv als gewünscht. Es stellte sich heraus, dass die Esel nur schwierig über den langen, geneigten Tunnel, der auf Bodenniveau in der östlichen Bastion ansetzte, in die Kammern und aus ihnen wieder herausgebracht werden konnten. 
So änderte man das Antriebssystem erneut und setzte eine kleine Dampfmaschine ein. Die Dampfmaschine wiederum wurde später durch einen Benzinmotor ersetzt, der heute noch vor Ort ist, ein seltenes Beispiel spät-viktorianischer Technik, zusammen mit der originalen Brunnenmechanik von Henry Maudeslay and Son von 1815. Während der Renovierungsarbeiten 1970 ordnete die Organisation der Bezirksregierung – das Fort Regent Development Committee (FRDC) – an, dass alle Zugangsleitern zum Brunnenschacht, gusseisernen Gitterroste (ursprünglich geliefert von Ironbridge auf Anweisung des Kriegsministeriums) sowie Pumpenstangen und -ventile verschrottet werden sollten, weil „das Fort das Brunnenwasser für gewerbliche und Hausversorgungen im neuen Erholungszentrum benötigte und man eine Verschmutzung des Wasser durch die alten Maschinenteile nicht riskieren könnte“. Dieser Akt von „Kulturvandalismus“ wurde unter Aufsicht des Clerk of Works, Mr Greenwell, ausgeführt, wogegen damals einige verständige Personen protestierten, aber der Renovierungsauftrag war politisch empfindlich: Die Kenntnis über die Zerstörung und Verschrottung der Brunnenmechanik war auf Angestellte des FRDC, des Architekten und des Hauptauftragnehmers beschränkt. So erfuhr die Bevölkerung von Jersey, die sich besorgt hätte zeigen können, gar nicht von der Zerstörung bis lange nach deren Durchführung. 
Noch nicht einmal heute wissen alle, die sich um die Erhaltung eines möglichst großen Teils von Jerseys historischer Vergangenheit bemühen, darüber Bescheid. Auch wenn der Hauptauftragnehmer alle erhaltenen Maschinenteile rettete und sie an das Komitee übergab, wie es im Renovierungsauftrag für „alle Antiquitäten, die auf dem Gelände gefunden werden“, festgelegt war, ließen die Behörden zwei Jahre nach Beendigung der Arbeiten alle Teile verschrotten, da sie „von keinerlei historischem Interesse und nicht des Aufhebens wert“ seien. Der Zugang zum unterirdischen Brunnenkopf und den Maschinenkammern über eine Reihe steiler Betonstufen und einen steilen Tunnel wird unter modernen Sicherheits- und Gesundheitsaspekten als zu gefährlich erachtet und so wird die Brunnenmaschinerie wohl für immer vor den Augen der Öffentlichkeit verborgen bleiben.
Beim Aufräumen und der Reinigung des Brunnenschachtes 1979 entdeckte der Hauptauftragnehmer ein 12 Meter hohes, flaches Granitstück, das durch ein natürliches Bruchmuster entstanden war und eine Seite des Brunnenschachtes etwa 30 Meter unter der Oberfläche bildete. Es war so heiß, dass Wasser, das von weiter oben auf das Granitstück tropfte, sofort verdampfte und die Haut einer Hand, die mit ihm versehentlich in Berührung kam, sofort mit Blasen überzog. Dies ist wohl das einzige Beispiel für geothermische Hitze auf der Insel.

## Signalstation
Seit Ende des 18. Jahrhunderts, also noch vor dem Bau von Fort Regent,  diente der Mont de la Ville als kommerzielle Signalstation.

## 20. Jahrhundert
Die letzte britische Truppe, die Fort Regent mit einer Garnison belegte, war die Royal Militia of the Island of Jersey, die das Fort am 20. Juni 1940 verließ; sie diente dann im Vereinigten Königreich als Teil des Royal Hampshire Regiment. Die Miliz wurde 1987 als Jersey Field Squadron wiedergegründet und ist in den Ingenieurskasernen auf La Colette stationiert.

### Deutsche Besetzung

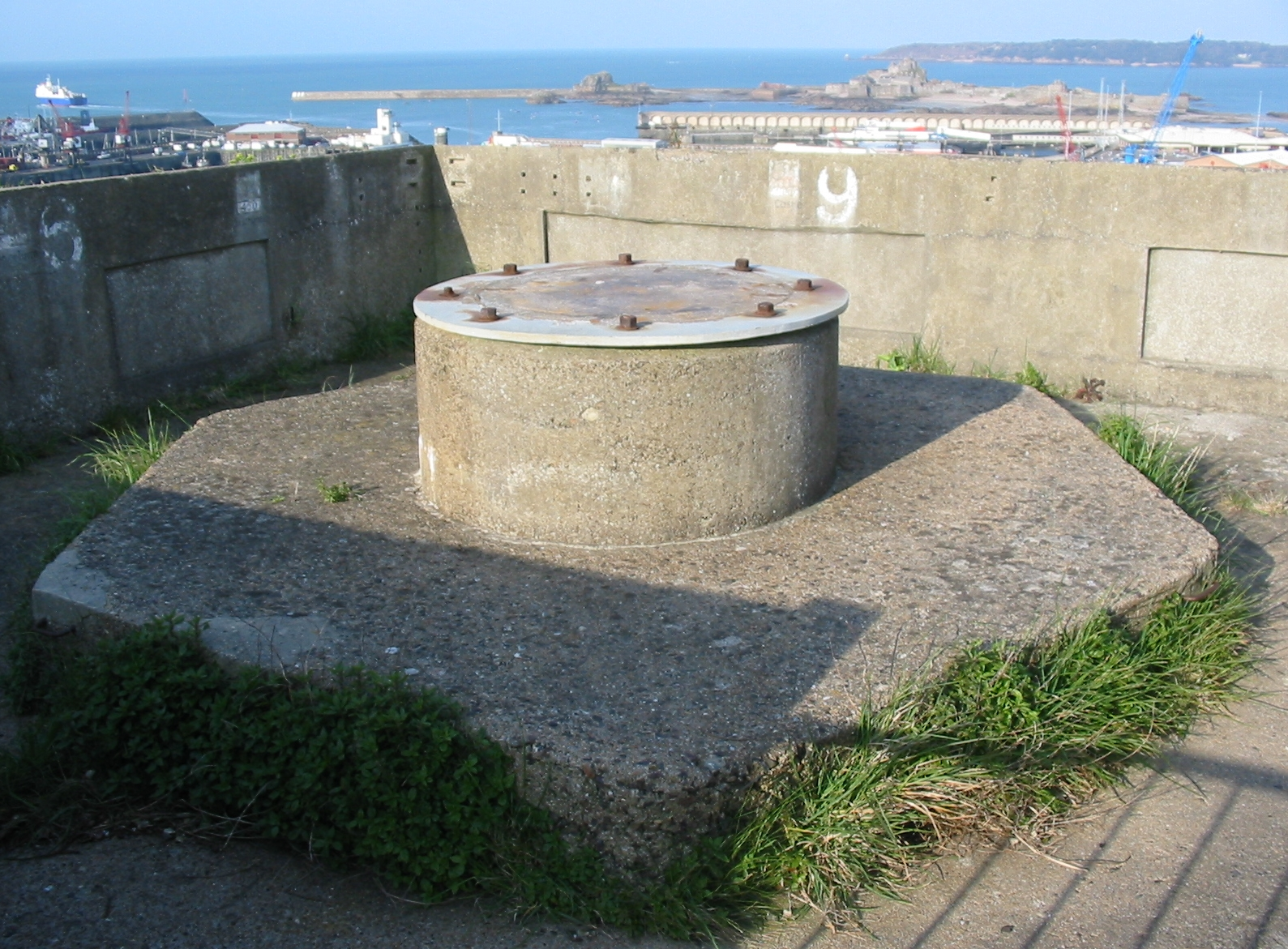
Einer der Geschützstände aus der Zeit der Besetzung

Während der deutschen Besetzung der Kanalinseln bauten die Deutschen einige Einrichtungen an das Fort an, z. B. die Flugabwehrkanonen. Einige ihrer Betonbauten sind bis heute erhalten.

### Lager
Nach der deutschen Besetzung wurde das Fort als Lagerraum für Kartoffeln, Wein und Kohle genutzt. Das nahegelegene Kraftwerk auf La Colette war damals kohlebefeuert.

### Erholungszentrum

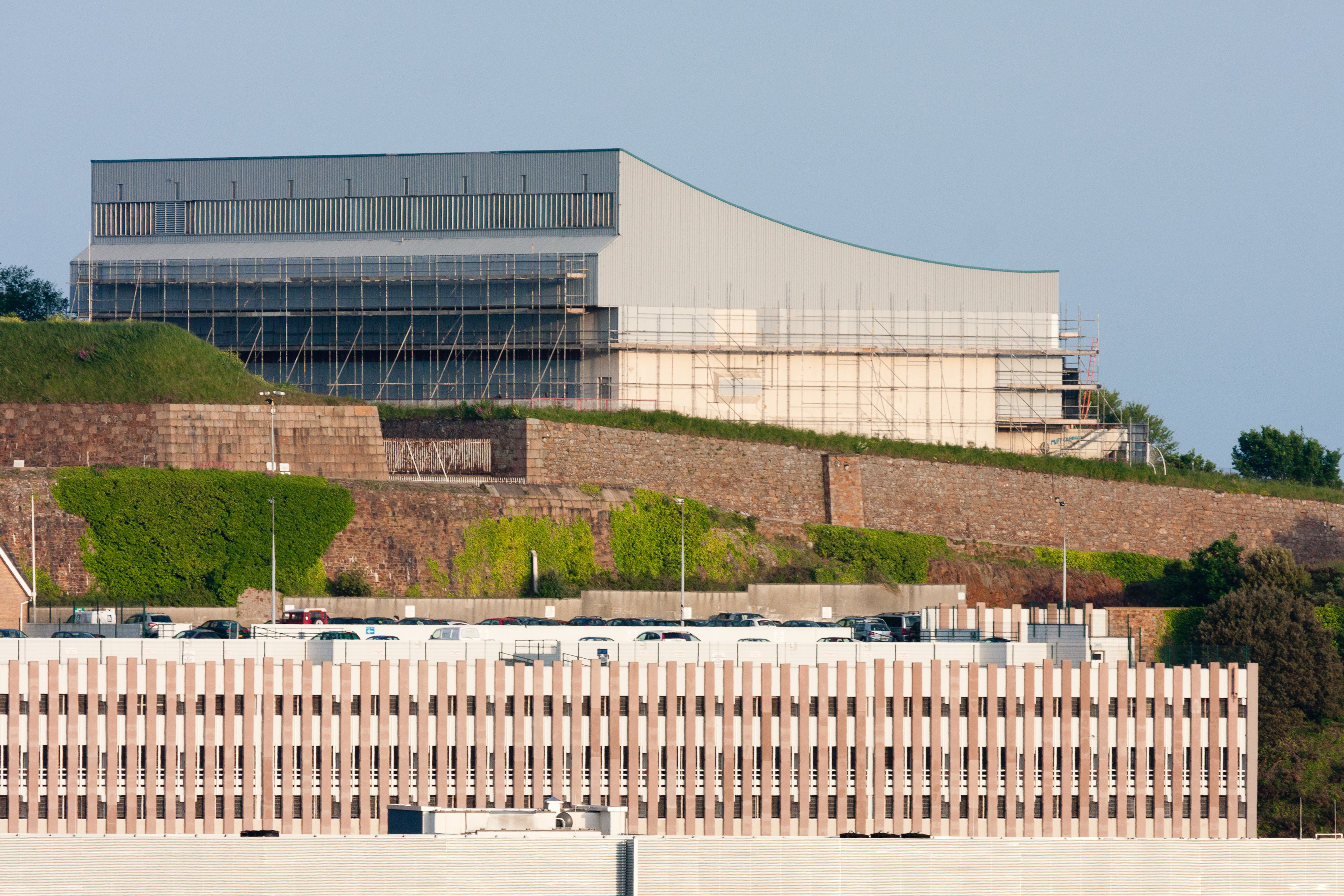
Das Hallenbad kann man im oberen Teil des Fotos sehen.

Im Dezember 1967 beschlossen die States of Jersey, das Gelände in ein Erholungszentrum umzugestalten. Das Hallenbad auf dem Glacisfeld, das 1971 eröffnet und 2009 geschlossen wurde, war der erste moderne Anbau an das Fort.